# 乔光先
乔光先，山西朔州人，清朝政治人物。监生出身。
乔光先曾于康熙四十九年（1710年）接替朱廷植任松江府知府一职，康熙五十二年（1713年）由胡克宽接任。